# بخش مرکزی شهرستان اردستان
بخش مرکزی شهرستان اردستان یکی از بخش‌های تابعه شهرستان اردستان در استان اصفهان ایران است.

## تقسیمات کشوری
- بخش مرکزی شهرستان اردستان 
  - دهستان برزاوند
  - دهستان علیا
  - دهستان کچو

شهر : اردستان

## جمعیت
براساس سرشماری عمومی نفوس و مسکن در سال ۱۳۹۵، جمعیت بخش مرکزی شهرستان اردستان برابر با ۱۵،۲۴۰ نفر بوده‌است.